# Trafalgar Park
El Trafalgar Park es un estadio multiusos localizado en la ciudad de Nelson, Nueva Zelanda. Habiendo sido inaugurado el 21 de abril de 1888, cuenta con una capacidad para 18 000 espectadores. Recibe su nombre en honor a la Batalla de Trafalgar de 1805, en la que la Royal Navy británica derrotó a las armadas navales de España y Francia.
La mayoría los equipos de la ciudad que compiten en torneos nacionales lo utilizan: el Tasman United, del Campeonato de Fútbol; el Tasman Makos de la ITM Cup; y el Tasman Titans de la Rugby League. Fue una de las sedes utilizadas para la Copa Mundial de Rugby de 2011 y el lugar donde en 1978 se disputó la final de la Copa Chatham.

## Historia
Fue inaugurado el 21 de abril de 1888 con el nombre de Mudflat Recreation Ground con un partido de rugby entre dos combinados locales ante 300 espectadores. En ese entonces era propiedad de Nelson Athletic Ground Company.
Rápidamente se realizaron las construcciones necesarias para que el recinto pudiera acoger encuentros de críquet y atletismo. En 1891 fue adquirido por el Consejo de la Ciudad de Nelson, por lo que se convirtió en el estadio principal de la ciudad para todo tipo de eventos deportivos. En 1892 se utilizaron tierras que pertenecían a Thomas Cawthron para agregar superficie al recinto.
En los años 1950 fue remodelado con fondos de la Unión de Rugby de Nelson, mientras que tamaño final del Trafalgar Park se delimitó en la década de 1980. En 1996 se construyó la grada oeste y se agregó un alumbrado para poder recibir eventos nocturnos. La última remodelación fue terminada en febrero de 2008 en vistas de la Copa Mundial de Rugby de 2011, en donde el estadio alcanzó la capacidad actual de 18 000 espectadores.

## Usos
Es utilizado por el Tasman United, que en 2016 ingresó al Campeonato de Fútbol de Nueva Zelanda —desde 2012 había sido usado por el Nelson Falcons de la Youth League—; el Tasman Makos, participante desde 2006 de la ITM Cup; y el Tasman Titans de la Rugby League. 
Desde su construcción recibió partidos de rugby y críquet, aunque luego de la compra por parte del Consejo de la Ciudad de Nelson, su uso se expandió a cualquier deporte que se practicara en la ciudad. Posteriormente a la Segunda Guerra Mundial, la selección de críquet de Australia realizó un tour por Nueva Zelanda y visitó Nelson, enfrentando a un seleccionado local en el Trafalgar Park. El 16 de enero de 1954 recibió la visita de la Reina Isabel II, que se encontró con varios colegios locales.
En 1978 se disputó la final de la Copa Chatham, el torneo de fútbol por eliminación directa del país, entre el Manurewa de Auckland y el Nelson United. El resultado fue una victoria por 1-0 para los visitantes, que obtuvieron así su tercer título —hasta ese entonces— en la competición. 
Fue escogido como uno de los doce estadios para recibir la Copa Mundial de Rugby de 2011. Se disputaron tres partidos correspondientes al grupo C: las victorias de Italia 53-17 sobre Rusia y 27-10 ante los Estados Unidos, mientras que el tercero lo ganó Australia 68-22 ante Rusia.